# 가톨릭 헬싱키 교구

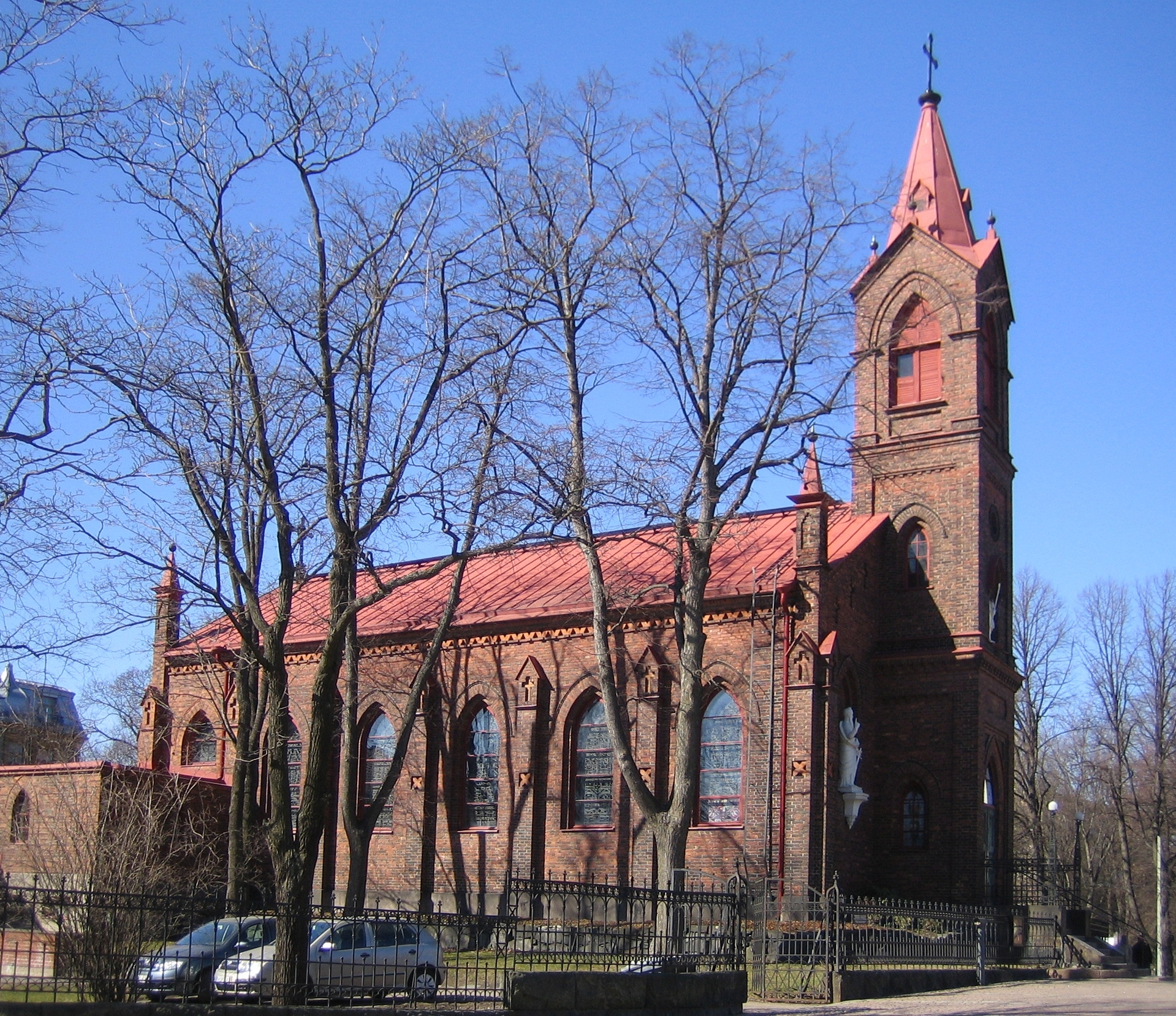

가톨릭 헬싱키 교구(라틴어: Dioecesis Helsinkiensis)는 핀란드 헬싱키의 로마 가톨릭교회 교구이다. 핀란드 북부 대부분을 사목하는 오울루를 포함하여 본당이 총 8개소가 있으며, 현재 교구장은 예수 성심 사제회 출신 테무 시포 주교로, 핀란드 종교분열 이후 재건된 핀란드 교회의 첫 번째 핀란드인 주교이다.

## 역사
1550년 아보의 주교를 끝으로 핀란드의 사도 전승은 단절되었다. 이후 핀란드에는 루터교가 장악하였다. 16세기 종교 분열이 발발하면서 대부분의 북유럽 국가들은 가톨릭교회와의 친교가 완전히 단절되었다. 1582년 사목자를 잃은 핀란드와 기타 북유럽의 가톨릭 신자들을 위해 쾰른의 교황 대사가 사목을 맡게 되었다. 1622년 교황청에 포교성성이 설립되면서 브뤼셀의 교황 대사는 덴마크와 노르웨이를, 쾰른의 교황 대사는 독일 북부를, 폴란드의 교황 대사는 핀란드와 스웨덴, 메클렌부르크를 담당하게 되었다.
1688년 핀란드는 북유럽 전교 대목구에 편입되었다. 1783년 북유럽 전교 대목구에서 스웨덴 대목구가 따로 분리되어 설정되었다. 당시 스웨덴 대목구는 스웨덴 뿐만 아니라 핀란드도 담당하였다. 1809년 핀란드가 러시아의 지배 아래 놓이게 되면서 핀란드 가톨릭교회는 상트페테르부르크에 있는 모길료프 관구의 관리를 받게 되었다. 1920년 바티칸은 핀란드 대목구를 설정하여. 1955년 헬싱키 교구로 승격시켰다.

## 역대 교구장
1. 헨리 미셸 장 북스 주교 (핀란드 교황 대리 : 1923~1933)
2. 빌렘 페트루스 바르톨로메우스 코벤 주교 (핀란드 교황 대리 : 1933~1955; 헬싱키 교구장 : 1955~1967)
3. 파울 버쉬렌 주교 (헬싱키 교구장 : 1967~1998)
4. 요제프 브루벨 주교 (헬싱키 교구장 : 2001~2008)
5. 테무 이위르키 유하니 시포 주교 (헬싱키 교구장 : 2009~)

## 같이 보기
- 핀란드의 로마 가톨릭교회
- 루터교 헬싱키 교구